# つしま (掃海艦)
つしま（ローマ字：JS Tsushima, MSO-302）は、海上自衛隊の掃海艦。やえやま型掃海艦の2番艦。艦名は対馬に由来する。旧海軍新高型防護巡洋艦「対馬」、択捉型海防艦「対馬」、やしま型掃海艇「つしま」に次いで日本の艦艇としては4代目。

## 艦歴
「つしま」は、中期防衛力整備計画に基づく平成元年度計画掃海艦302号艦として、日本鋼管鶴見造船所で1990年7月20日に起工され、1991年9月20日に進水、1992年10月16日に公試開始、1993年3月23日に就役し、同日付で第2掃海隊群隷下に新編された第51掃海隊に「やえやま」とともに編入され、横須賀に配備された。
2000年3月13日、掃海部隊の再編により掃海隊群が新編され、第51掃海隊が掃海隊群隷下に編入。
2011年9月8日、掃海母艦「うらが」と共に横須賀を出港し、海自艦艇としては初めてベトナム・ダナン港、インド洋アンダマン諸島のポートブレアに寄港、10月14日にバーレーン・ミナサルマン港に着き、同月15日から30日までバーレーン沖ペルシャ湾にてアメリカ合衆国とイギリス共催による多国間掃海訓練」に日本として初参加した。12月1日、帰国。
2016年7月1日、除籍。総航程距離は275,396.6NM（地球約13周分）、総航海時数は36,849.7時間（1536日）に及んだ。

## 兵装
機雷処分用として、前甲板にJM-61-M 20mm多銃身機銃 1基を装備する。